# Фернандес, Натан
Натан Рибейро Фернандес (порт.-браз. Nathan Ribeiro Fernandes; родился 16 февраля 2005, Бразилия) — бразильский футболист, вингер клуба «Ботафого».

## Клубная карьера
Натан Фернандес родился в муниципалитете Кампус-дус-Гойтаказис. В 2016 году попал в академию клуба «Гремио», с которым подписал молодёжный контракт 21 марта 2019 года. 27 мая 2023 года дебютировал в Серии A, выйдя на замену в матче против «Атлетико Паранаэнсе». 25 октября 2023 года забил свой первый гол в профессиональной карьере в матче чемпионата Бразилии против «Фламенго».

## Достижения
«Гремио»
- Чемпион Риу-Гранди-ду-Сул: 2024

Сборная Бразилии (до 20 лет)
- Победитель чемпионата Южной Америки для игроков до 20 лет: 2025